# Lollipop Bling
A Lollipop Bling négy (eredetileg három) női parfüm összefoglaló neve, amelyeknek Mariah Carey a reklámarca. A parfümöket az Elizabeth Arden cég jelentette meg, az első hármat 2010-ben, a negyediket 2011-ben. A parfümsorozatot részben Mariah és Nick Cannon eljegyzésének története (Nick egy Ring Pop cukorgyűrűbe rejtett gyémántgyűrűvel kérte meg Mariah kezét), részben az énekesnő 2009-es albumán hallható Candy Bling című dal ihlette.
Mind a négy parfüm Mariah egy-egy daláról kapta a nevét: Mine Again (2005-ben jelent meg a The Emancipation of Mimi albumon), Ribbon (2009-ben jelent meg a Memoirs of an Imperfect Angel albumon) Honey (1997-ben jelent meg a Butterfly albumon) és That Chick (2008-ban jelent meg az E=MC² albumon).
Mariah 2011-ben a parfümsorozat folytatásaként újabb három, dalokról elnevezett parfümöt jelentetett meg, Lollipop Splash – The Remix összefoglaló néven.
Mine Again
Szlogen:
„Veszélyesen finom – Egzotikus virágok érzéki keveréke étvágygerjesztő gyümölcsös kísértéssé olvad egybe”
(Dangerously Delicious – A sensual blend of exotic flowers melts into a mouth-watering fruity temptation)
Fő illatai: vörös ribizli, vérnarancs, Heliotropium (fejillat), málnás csokoládé, magnólia (szívillat), krémes pézsma, Dipteryx odorata, vanília (alapillat). Üvege vörös.
Ribbon
Szlogen:
„Elragadva és elragadtatva – Egy romantikus duett, virágos és gyümölcsös”
(Ravished and Enraptured – A romantic duet both floral and fruity)
Fő illatai: málna, mézharmat, uborkapép (fejillat), hortenzia, kék lótusz, jázmin (szívillat), folyékony pézsma, fehér fa, cukorkristályok (alapillat). Üvege kék.
Honey
Szlogen:
„Napsütötte érzékiség – Virágillat és citrus keveréke”
(Sun-drenched sensuality – A fusion of floral and citrus)
Fő illatai: maracuja, ananász, citrom (fejillat), amazonasi liliom (Eucharis grandiflora), friss gyömbér, fehér frézia (szívillat), fagyott pézsma, hársfavirág, méz (alapillat). Üvege sárga.
That Chick
Gyümölcsös illat dinnyével, mangóval, őszibarackkal, cukorral és pézsmával. Üvege narancssárga és lila.

## Külső hivatkozások
- Hivatalos oldal